# Partyjski strzał
Partyjski strzał – typowy manewr lekkiej kawalerii nomadów Wielkiego Stepu m.in. Scytów, Sarmatów, Partów, Hunów, Mongołów, Awarów, Turków, Protobułgarów, Chazarów, Połowców, Pieczyngów, a także jazdy Persów, Medów i Madziarów.
Lekkozbrojni konni łucznicy nacierali w szyku luźnym na przeciwnika. Gdy ich formacja znajdowała się w odległości ok. 90 m., rozpoczynała galop i wypuszczała strzały z łuków refleksyjnych. W odległości 45 m., skręcała w prawą stronę i ciągle strzelając, galopowała wzdłuż szyku przeciwnika. Potem wycofywała się, strzelając przez ramię do tyłu w kierunku wroga, wychodząc z zasięgu jego strzał.  
Po kilkakrotnych takich atakach, siły przeciwnika były już na tyle wyczerpane, że do akcji mogli wkroczyć ciężkozbrojni.    
Partyjski strzał był często stosowany w połączeniu z pozorowanym odwrotem (mong. mangudai), który skłaniał kawalerię wroga do ruszenia w pościg, wciągając ją w pułapkę daleko od własnego obozu.
Pierwsza informacja o tym sposobie walki w średniowiecznej Europie pochodzi od czeskiego kronikarza Kosmasa. Opisał on zasadzkę, w którą wpadło poselstwo księcia Sobiesława, jadące z Niemiec do Bolesława III Krzywoustego. W 1124 roku, 1 czerwca lub krótko wcześniej, w pogranicznej puszczy posłowie zostali zaatakowani przez rozbójników. Był wśród nich ksiądz, według kronikarza uzbrojony w łuk i kołczan. Gdy zaczęła się walka, wysłano go do Polski po pomoc. Ruszył konno tak szybko, że tylko jeden ze zbójów rzucił się za nim w pogoń i zaczął go doganiać. Wówczas ksiądz, jak pisze Kosmas, misit retro sagittam – wystrzelił strzałę do tyłu, zabijając konia prześladowcy. Istotne jest, że kronikarz napisał to dosłownie. Ksiądz szybko dojechał do Głogowa i sprowadził pomoc, która dotarła na miejsce zasadzki po walce i zebrała rannych oraz zabitych Czechów. Orientacja księdza w terenie może świadczyć, że był Polakiem, poza tym wówczas w tutejszym regionie konne łucznictwo istniało tylko w Polsce i na Węgrzech. Kosmas opisał dokładnie cały przebieg walki krótko po niej. 
W latach 1120–1125 Władysław I Przemyślida wybił serię monet, przedstawiających konnego łucznika oddającego partyjski strzał. Postać ta ma wiarygodnie oddane cechy, w przeciwieństwie do ilustracji konnych łuczników z zachodniej Europy, oraz słowiański wygląd, bez cech węgierskich czy egzotycznych. Przykład księdza świadczy o tym, że w owych latach Czesi mieli możliwość widzieć polskich konnych łuczników i poznać sposoby ich strzelania. Poza tym, według Kosmasa, Władysław został pokonany nad Trutiną w 1110 roku przez polską lekką jazdę, która zasypała jego armię niezmiernym mnóstwem strzał. Także V. Vaníček twierdzi, że polskie łuki rozstrzygnęły w bitwie.
W filmowej adaptacji Potopu Henryka Sienkiewicza, Jerzy Hoffman przedstawił partyjski strzał w wykonaniu Tatarów Andrzeja Kmicica podczas walki z rajtarią Bogusława Radziwiła w bitwie pod Prostkami.